# Польское нефрологическое общество
Польское нефрологическое общество (пол. Polskie Towarzystwo Nefrologiczne) — польское научное общество, основанное в 1983 году.
Согласно Уставу, целью Общества является развитие и продвижение достижений в области нефрологии, диализа и трансплантации почки; постоянное повышение профессиональной квалификации членов Общества; инициирование и поддержка профильных научных исследований; национальное и международное научное сотрудничество.
В состав Общества входят 8 региональных филиалов.
Общество активно сотрудничает с международными организациями, является членом Международного общества нефрологии (англ. International Society of Nephrology) и Европейской почечной ассоциации — Европейской ассоциации диализа и трансплантации (англ. European Renal Association — European Dialysis and Transplant Association).
В рамках сотрудничества с ERA-EDTA в Обществе действует Клуб молодых нефрологов (пол. Klub Młodych Nefrologów), целью деятельности которого является европейская интеграция молодых нефрологов и содействие их научной и практической деятельности.
Обществом издаются научные журналы, основные публикации которых предназначены для расширения практических знаний в области нефрологии и заместительной почечной терапии.
Председателем Общества является доктор медицинских наук, профессор Andrzej Oko.
Актуальная информация о деятельности Общества публикуется на сайте www.ptnefro.pl.